# Фен, Сверре
Сверре Олаф Фен (норв. Sverre Olav Fehn, 14 августа 1924, Конгсберг — 23 февраля 2009, Осло) — норвежский архитектор. Лауреат Притцкеровской премии 1997 года. Руководил архитектурной практикой в Осло и был профессором Норвежской школы архитектуры и дизайна с 1971 по 1995 год. Исследователи характеризуют его стиль как «поэтический модернизм».

## Биография
Родился в Бускеруде. В 1949 г. Вырос в Конгсберге и Тёнсберге. Получил образование в Школе архитектуры и дизайна в Осло в 1946—1949 годах. Учился под руководством архитектора Арне Корсмо (1900—1968). В 1952—1953 годах работал в Марокко. В середине 1950-х Фен учился в Париже у Жана Пруве. Во Франции молодой архитектор познакомился с творчеством Ле Корбюзье и, после возвращении в Норвегию, основал архитектурную группу PAGON, связанную с концепцией Интернационального стиля. Ориентировался на принципы Интернационального стиля, где архитектурная форма рассматривалась как выражение концептуального начала.

## Общая характеристика
Одной из первых работ Фена стало здание дома престарелых в Ёкерн (Осло), построенное в 1955 г. Его соавтором выступил другой выпускник ословской школы архитектуры Гейг Грунг. Сочетание дерева и бетона произвело впечатление на критиков. Одним из первых международных проектов Фена стал норвежский павильон на Всемирной выставке 1958 года в Брюсселе.
Выиграв архитектурный конкурс в 1958, в 1962 году архитектор построил свое самое известное сооружение — Павильон Северных стран на Биеннале в Венеции. Павильон Северных стран стал одним из ключевых памятников Интернационального стиля.
Сверре Фен много работал с традиционными материалами. Важным компонентом его проектов было дерево — традиционный для Норвегии строительный материал, который мало использовался в серийном строительстве того времени. Обратившись в традиционным строительным материалам и ориентируясь на принципы естественного ландшафта, Сверре Фен опередил свое время, совместив систему Интернационального стиля и устойчивого дизайна.

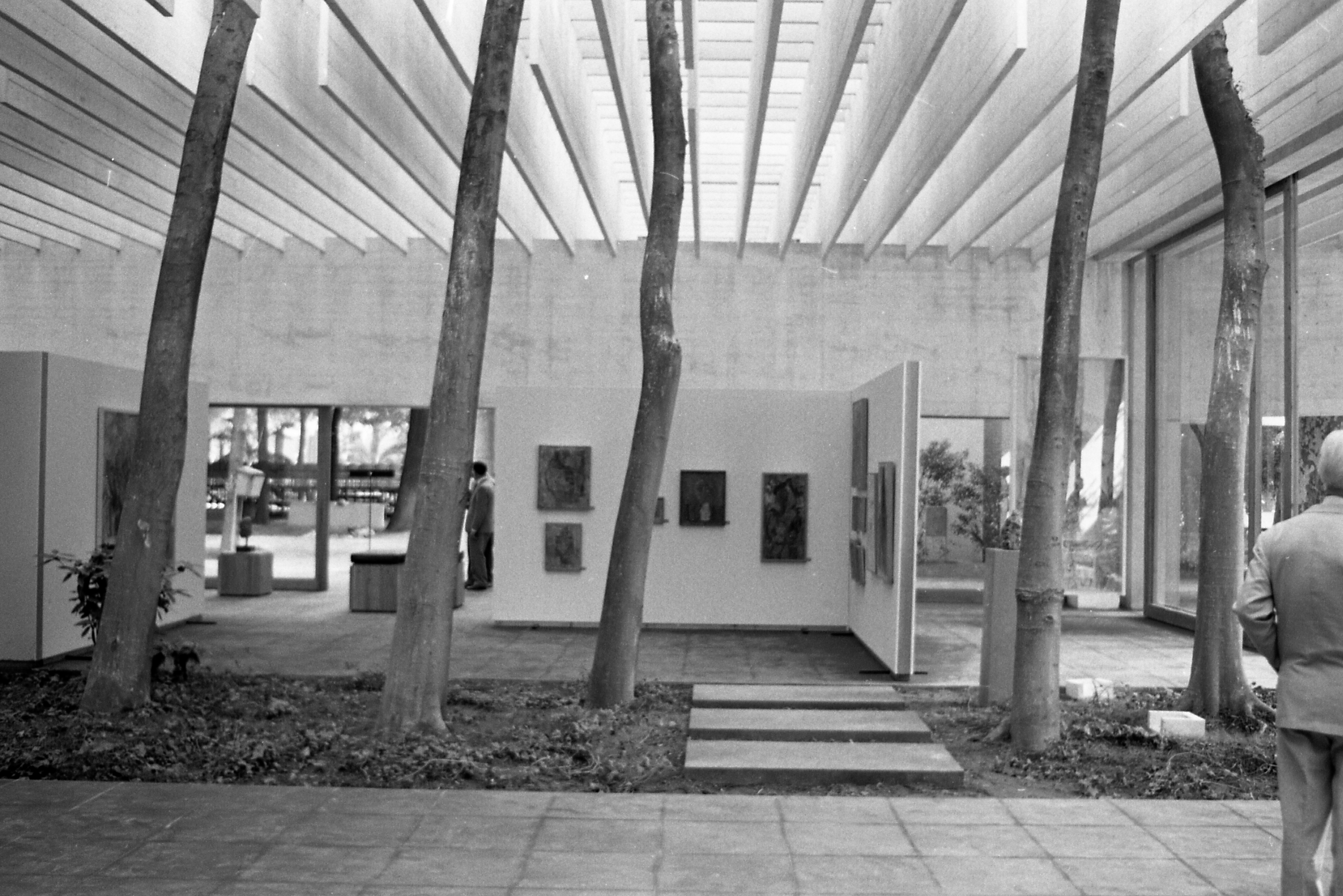
Павильон Северных стран, Биеннале, Венеция, 1962 г. Фото Паоло Монти.

С 1967 по 1979 Сверре Фен работал над проектом реконструкции музея Хедмарк в Хамаре. В процессе работы был отреставрирован старый епископский замок и созданы новые экспозиционные помещения. Проект стал одним из первых примеров соединения современной архитектуры и старых (в данном случае — средневековых) архитектурных форм.
Одной из самых известных работ Фена стал Норвежский музей ледников в деревне Фьёрланд. Считается, что это здание, несмотря на использование современных конструкций, гармонично сочетается с окружающей природой. Другим важным сооружением Фена считается музей Хедмарка в Хамаре.
За годы своей работы реализовал проекты 13 вилл, из которых самыми заметными считаются Вилла Шрайнер в Осло (1959—1963) и Вилла Буск в Бамбле (1990). С 1993 Вилла Буск является объектом охраны памятников как важный пример современной архитектуры. Главной темой частного строительства, как и проектов общественного назначения, стало единство природы и архитектуры. Будучи признанным мастером норвежской архитектуры, Фен создал десятки проектов, многие из которых остались нереализованными.

## Преподавательская деятельность
С 1971 по 1994 год Сверре Фен был профессором Школы Архитектуры и дизайна в Осло. Сверре Фен также был профессором этой школы.

## Основные проекты
- 1958 — Норвежский павильон на Всемирной выставке в Брюсселе, Бельгия.
- 1962 — Павильон Северных стран[англ.] на Венецианской биеннале.
- 1963 — Вилла Шрайнер, Осло.
- 1964 — Вилла Норчепинг, Швеция.
- 1967—1979 — Музей Хедмарк в Хамаре.
- 1990 — Вилла Буск, в Бамбле.
- 1991 — Норвежский музей ледников в Фьёрланд.
- 1993 — Центр Аукруст в Алвдале.
- 2000 — Центр Ивара Аасена в Эстре.
- 2002 — Национальный музей искусства, архитектуры и дизайна в Осло.

## Теоретические работы
- Sverre Fehn. The poetry of the straight line. Helsingfors, 1992. ISBN 951-9229-73-6
- Sverre Fehn. Prosjekter og refleksjoner. // Arkitektur N, Oslo, 2009, № 7.
- Sverre Fehn. Еhe thought of construction. New York: Rizzoli Intl Pubns, 1983. ISBN 0-8478-0471-2

## Галерея

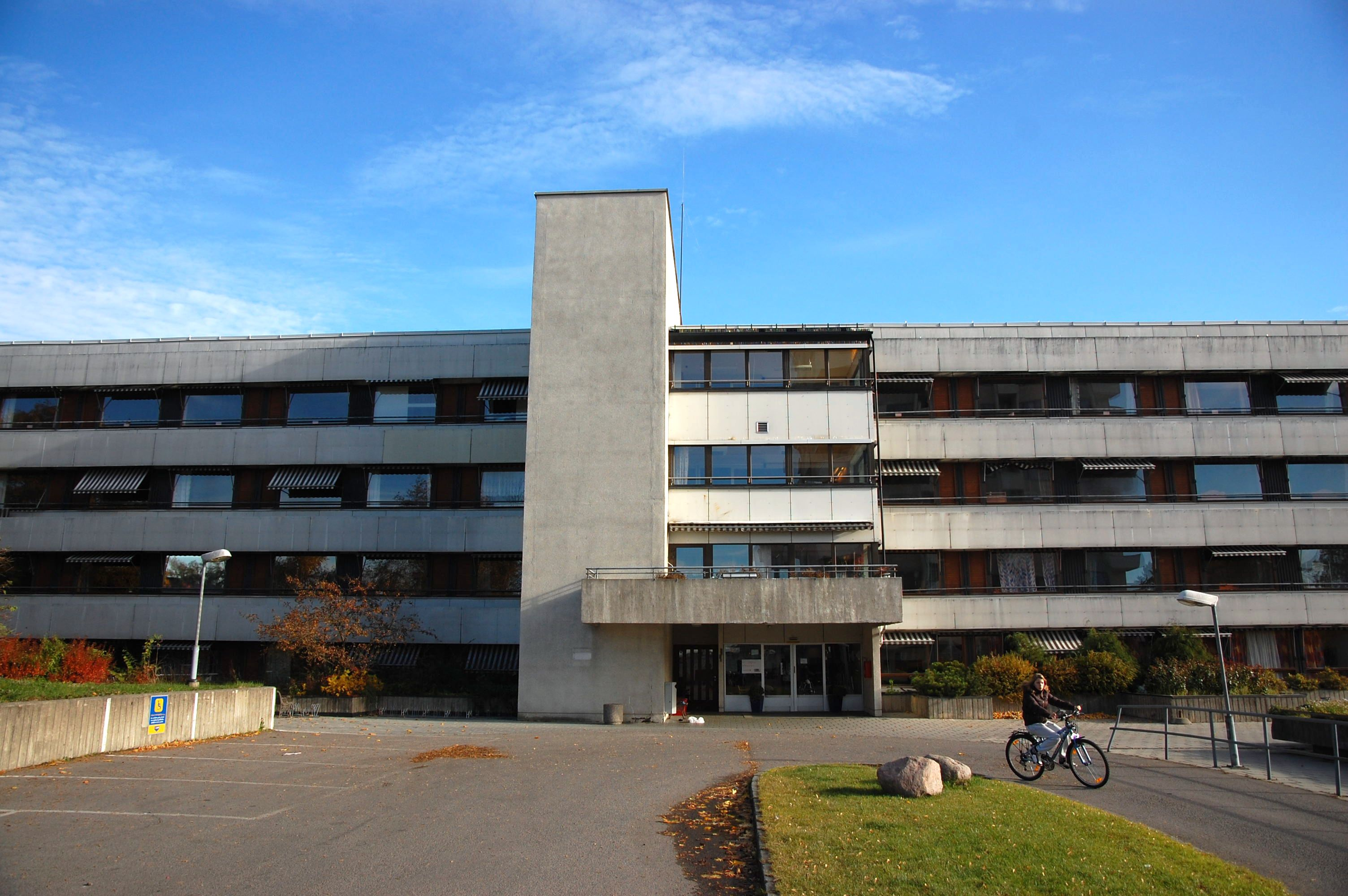
Здание дома престарелых, в Ёкерн (Осло), 1955 г.  Совместно с Гейгом Грунгом.
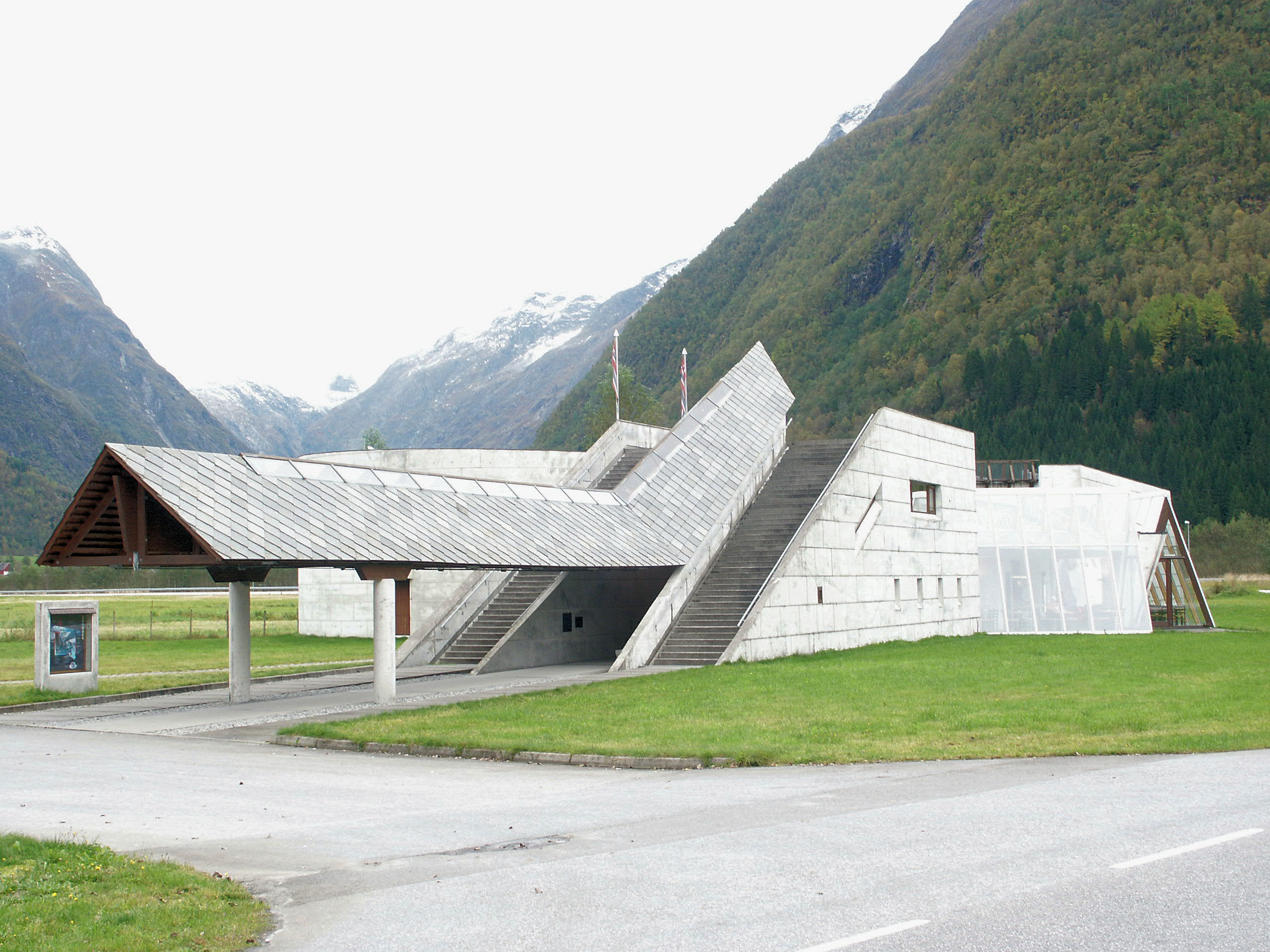
Норвежский музей ледников в Фьёрланд, 1991 г.
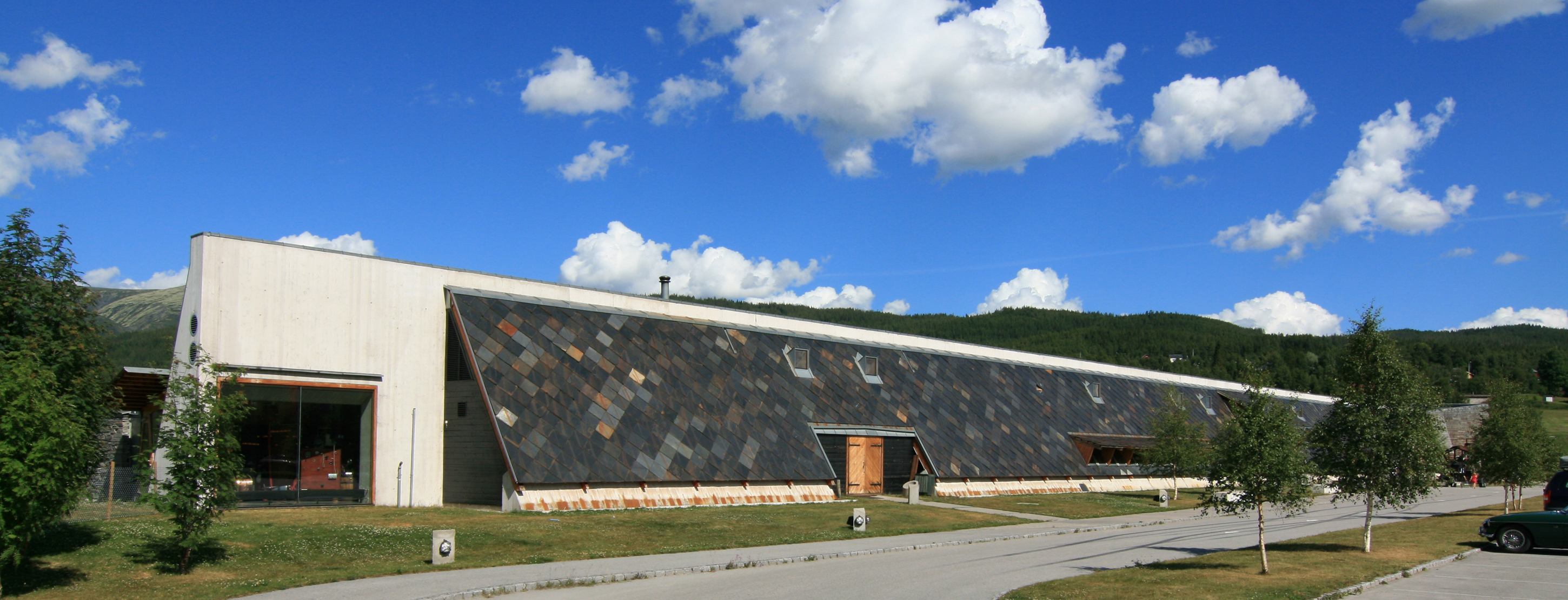
Центр Аукруст в Алвдале, 1993 г.
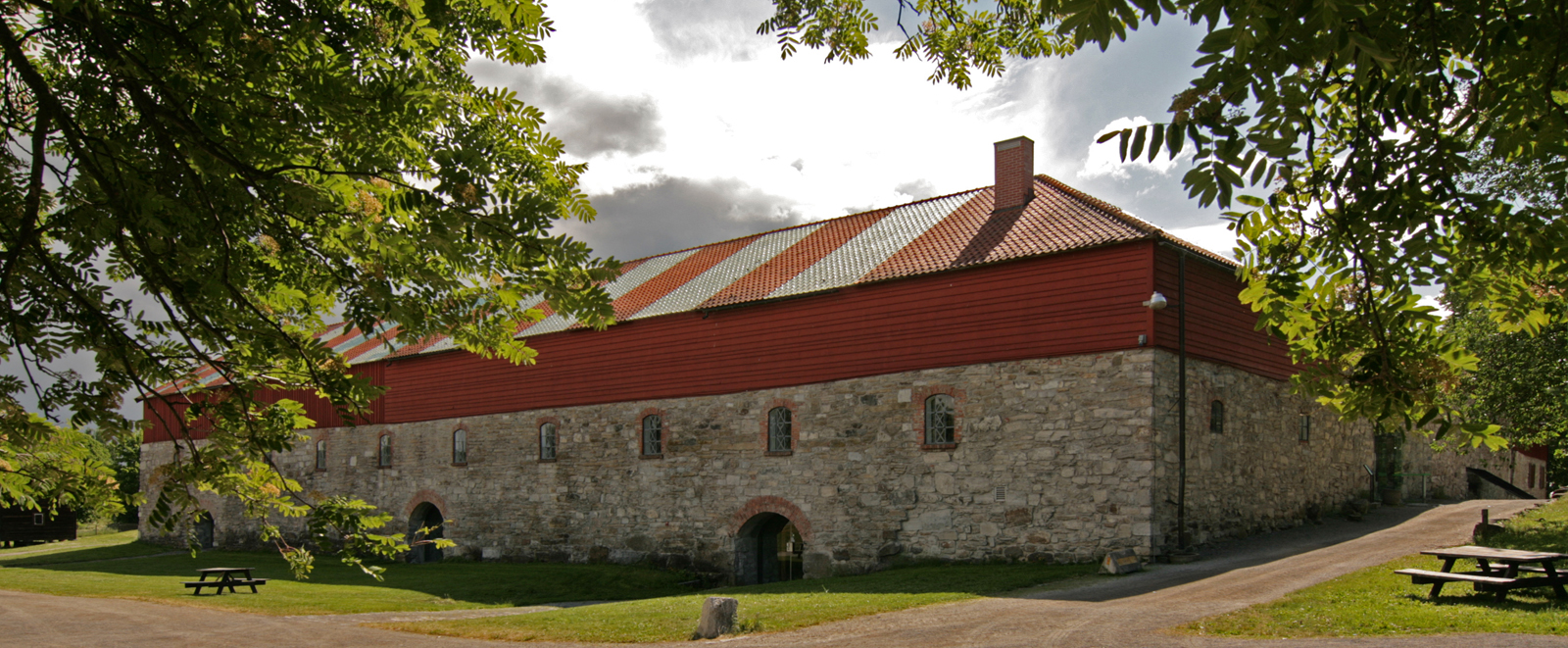
Музей Хедмарк в Хамаре. 1967 – 1979 гг.
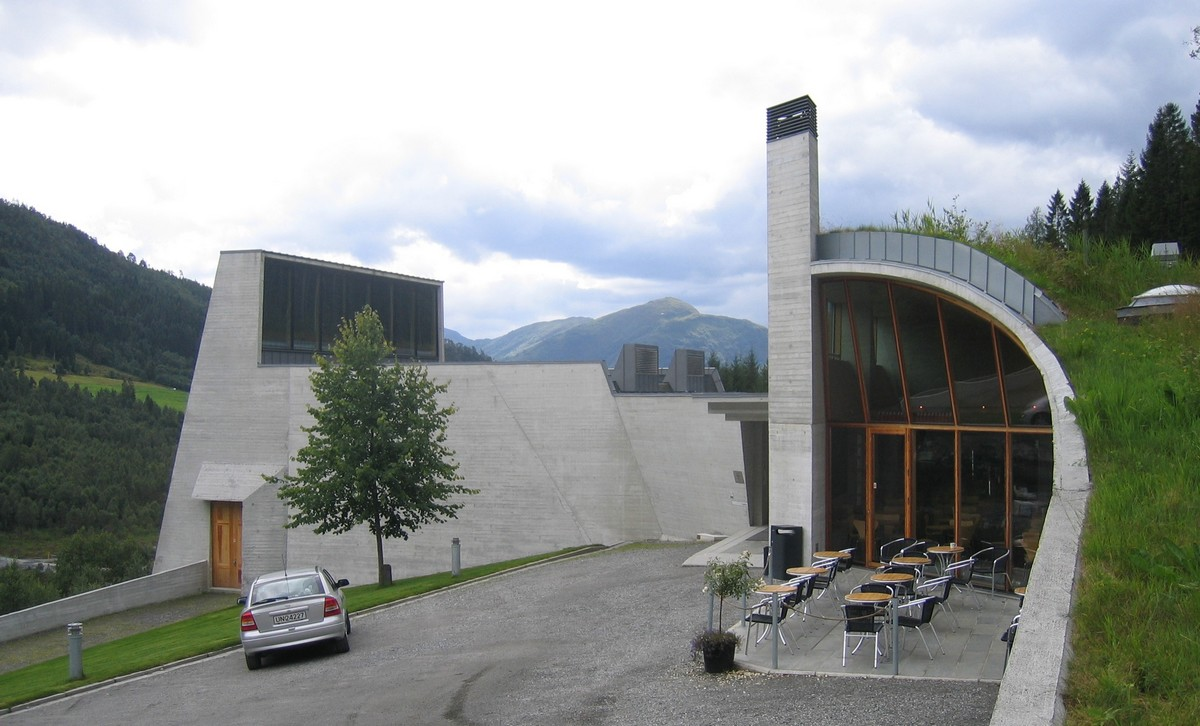
Центр Ивара Аасена в Эстре, 2000 г.
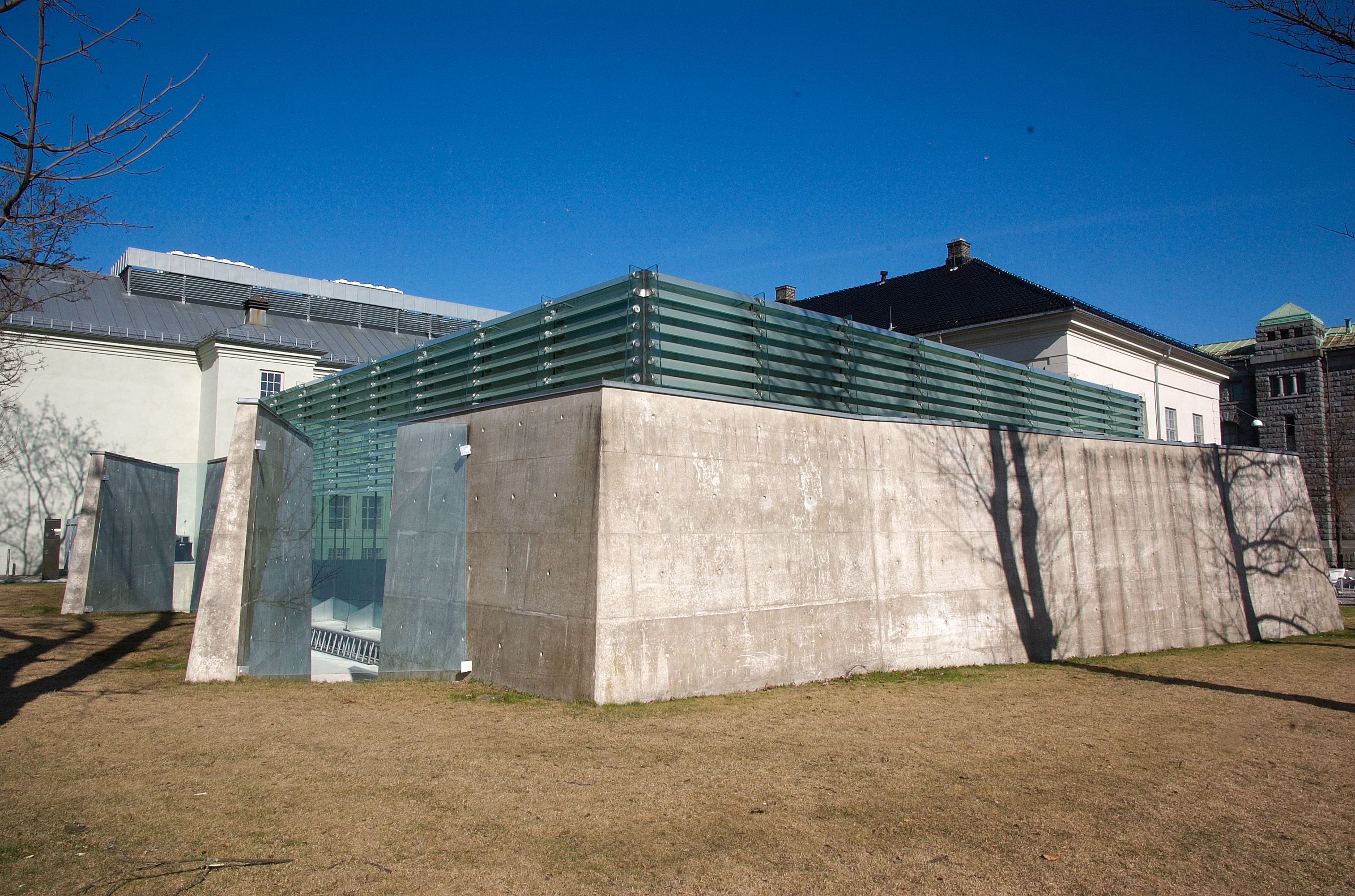
Национальный музей искусства, архитектуры и дизайна в Осло, 2002 г.